# 1960年尼泊爾政變
1960年尼泊爾政變，發生在1960年12月15日，國王馬亨德拉把尼泊爾大會黨所屬的首相柯拉臘解職和監禁。

## 历史
1961年4月13日，馬亨德拉在電視上露面，介紹了潘查雅特(五老會)，一個無黨派的政治制度，將所有政府權力，包括內閣和議會的權力，置於國王的唯一權力之下，有效地使尼泊爾成為一個絕對的君主制國家。此外，政黨被宣佈為非法。
這制度一直實施至1990年代。